# Aleksandr Sokolov
Aleksandr Sergeyevich Sokolov (em russo:  Александр Сергеевич Соколов; Kolomna, 1 de março de 1982) é um jogador de voleibol russo, integrante da equipe que conquistou a medalha de ouro nos Jogos Olímpicos de 2012, em Londres.

## Carreira
Pela seleção russa, Sokolov conquistou a medalha de ouro na Liga Mundial de 2011 e na Copa do Mundo do mesmo ano. No ano seguinte foi convocado para disputar as Olimpíadas de Londres, onde a Rússia conquistou sua primeira medalha de ouro como país independente.
A nível de clubes, é o líbero títular do Fakel Novy Urengoj desde 2009.